# Cristóbal Ramírez de Cartagena
Cristóbal Ramírez de Cartagena (Espanha, 15?? - Lima, Peru, 1594) foi um administrador colonial espanhol, presidente da Real Audiência de Lima (1560 - 1567). O local e data de seu nascimento são desconhecidos.

## Biografia
Serviu como chefe do governo do Peru (no cargo de vice-rei) durante alguns meses do ano de 1584. Os outros ouvidores (membros da Audiencia) eram o licenciado Juan Bautista Monzón e os doutores Pedro de Arteaga y Mendiola e Alonso Criado de Castilla.
Ele foi logo substituído no cargo de vice-rei por Fernando Torres de Portugal y Mesía.